# Meteorito de Bendegó (relatório)
Meteorito de Bendegó - relatório apresentado ao ministerio da agricultura, commercio e obras publicas e a sociedade de geographia do Rio de Janeiro sobre a remoção do meteorito de Bendengó do sertão da provincia da Bahia para o Museu Nacional é um livro escrito por José Carlos de Carvalho e lançado em 1888, em português e francês. Trata do transporte do Meteorito de Bendegó da Bahia ao Museu Nacional no Rio de Janeiro, a mando do Imperador Dom Pedro II.
De acordo com o WorldCat, a Universidade de São Paulo tem a posse de uma cópia do livro bilíngue. Outros lugares que também possuem uma cópia são: The Field Museum Library (EUA), University of Winsconsin - Milwaukee (EUA), Carleton College Library (EUA), Stanford University Libraries (EUA) e Natural History Museum (Reino Unido).
Carvalho, um militar aposentado da Guerra do Paraguai, foi encarregado do transporte do meteorito. Liderou uma Comissão do Império para o transporte, inicialmente preocupada em estabelecer a forma de levar o meteorito à Estação Férrea de Jacuricy. Também é descrita no livro o carretão projetado por Carvalho para o transporte.
No sertão, a Comissão Imperial percorreu 113 quilômetros em pouco mais de 8 meses até a estação de trem. De lá, embarcou para Salvador -- uma distância de 363 quilômetros -- e chegou na capital da Bahia em 22 de maio de 1888. Pesado, o meteorito tinha então 5.360 kg. Partiu então para o Rio de Janeiro.
A obra de Carvalho, ilustrada com imagens do meteorito e do transporte, encontrava-se na Biblioteca Central do Museu Nacional, trazendo dedicatória do autor ao Museu Nacional. Nota-se na capa o escudo imperial de armas.
A obra inicia-se com o seguinte parágrafo:
| “ | Em 1784, Joaquim do Motto Botelho communicou ao Governador Geral da Bahia, D. Rodrigo José de Menezes, ter encontrado nas proximidades do riacho Bendegó, sobre uma eminencia, uma pedra extraordinária, que suppunha conter ouro e prata. | ” |

## Galeria de ilustrações da obra

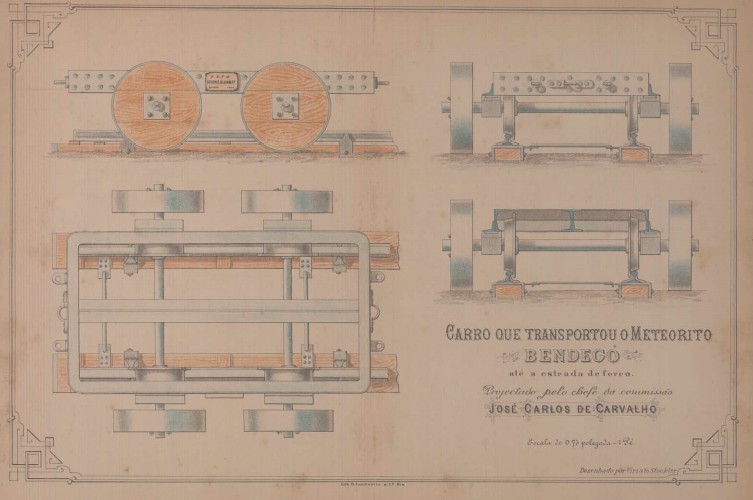
Carretão projetado para o transporte do meteorito
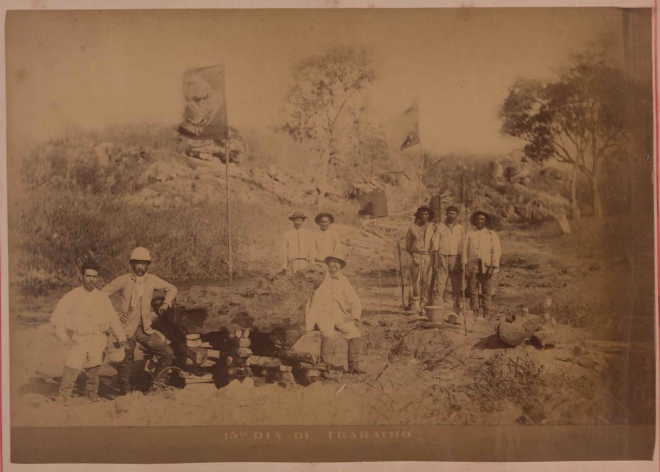
Fotografia do transporte do meteorito